# اسکانده
اسکانده (به لاتین: Skande) یک منطقهٔ مسکونی در گرجستان است که در شهرداری ترجلا واقع شده‌است. اسکانده ۴۳۴ نفر جمعیت دارد و ۴۰۰ متر بالاتر از سطح دریا واقع شده‌است.